# 以色列駐英國大使館
以色列驻英国大使馆（希伯來語：שגרירות ישראל בלונדון）是以色列在英国設立的大使館。它位于倫敦南肯辛顿的肯辛頓高街附近的肯辛顿宫花园。这座建築為二级登錄建築，內有以色列大使馆和以色列领事馆。
大使馆所在的建築最初是在1860年至1862年由威廉·梅克比斯·薩克萊派人建造。它於1969年成為二级登錄建築。

## 外部連結
- 以色列駐英國大使館 （页面存档备份，存于）（英文）（希伯来文）